# Richard Pott (Mediziner)
Hermann Richard Pott (* 22. Oktober 1844 in Halle (Saale); † 25. September 1903 in Wernigerode) war ein deutscher Pädiater.

## Leben
Als Sohn des Sprachwissenschaftlers August Friedrich Pott besuchte Pott die Latina der Franckeschen Stiftungen. Nachdem er als Einjährig-Freiwilliger in der  Preußischen Armee gedient hatte, begann er an der Friedrichs-Universität Halle Naturwissenschaften  zu studieren. 1866 wurde er mit Ulrich Wille im Corps Borussia Halle aktiv.
Im  Deutschen Krieg kämpfte er als Infanterist in der Schlacht bei Münchengrätz und in der Schlacht von Königgrätz. Er kehrte nach Halle zurück, wechselte aber zur Medizin. Zwischenzeitlich an der Julius-Maximilians-Universität Würzburg, schloss er sich 1868 auch dem Corps Nassovia Würzburg an. Die Universität Halle promovierte ihn 1870 zum Dr. med. Als Leutnant nahm er 1870 am Deutsch-Französischen Krieg teil. Nach den regulären Gefechten bei Pierrefitte-sur-Seine bekämpfte er als Oberleutnant Franktireurs in der Normandie. 
Er legte 1872 das Staatsexamen ab und trat eine Stelle als Assistent bei  Theodor Weber in der Universitätspoliklinik an. 1876  habilitierte er sich in Halle für Innere Medizin und Kinderheilkunde. Mit eigenen Mitteln gründete er eine Poliklinik für Kinderkrankheiten, 1883 wurde er zum (unbesoldeten) a.o. Professor ernannt. Als Leiter des Provinzialimpfinstituts erhielt er von der Universität einen (jetzt dotierten) Lehrauftrag für Impfung. Ab 1895 leitete er die Kinderheilstätte des Frauenvereins.
Pott forschte zu den Infektionskrankheiten des Kindes sowie zu Missbildungen und verfasste zahlreiche Beiträge für das Jahrbuch der Kinderheilkunde. Richard Pott starb an einer nicht ausgeheilten Infektion, die er sich bei einer Operation zugezogen hatte.

## Ehrungen
- Eisernes Kreuz II. Klasse
- Ehrenmitglied des Corps Borussia Halle[1]
- Roter-Adler-Orden IV. Klasse (1903)